# 秘密の花園 (1993年の映画)
『秘密の花園』（ひみつのはなぞの、The Secret Garden）は、アニエスカ・ホランドが監督した1993年のファンタジー・ドラマ映画。制作総指揮はフランシス・フォード・コッポラ。メアリー役はケイト・メイバリー。日本では1993年10月9日に公開された。その後、1994年10月7日にワーナー・ホーム・ビデオが発売。フランシス・ホジソン・バーネットの同名小説が原作である。

## あらすじ
非常に裕福な家庭に生まれ、英領インドで過ごす少女メアリー。しかし、両親の死によってインドから英国へ戻って来たメアリーは、伯父の邸宅へ引き取られることとなる。しかし、その広大な屋敷は、妻を亡くした伯父と、病弱ないとこが住む、もの悲しい場所であった。あるとき、メアリーは、長い間、閉ざされたままになっている庭園を発見するのであった。メアリーは大人に秘密でその庭園を蘇らせようと心に決める。そして、春になり、信じられないような奇跡が起こるのであった・・・。

## キャスト
※括弧内は日本語吹替
- メアリー・レノックス - ケイト・メイバリー（吉田古奈美）
- コリン・クレイヴン - ヘイドン・プラウズ（岩坪理江）
- ディコン - アンドリュー・ノット（田野恵）
- メドロック夫人 - マギー・スミス（谷育子）
- アーチボルド・クレイヴン卿 - ジョン・リンチ（鈴置洋孝）
- マーサ - ローラ・クロスリー（吉田美保）
- ベン・ウェザースタッフ - ウォルター・スパロウ（山野史人）
- メアリーの母/リリアス・クレイヴン - イレーヌ・ジャコブ